# Абба-Йаред
Абба-Йаред (англ. Abba Yared Mountain) — одна з найвищих вершин серед гір Семієн; висота 4460 м н.р.м. Найближчі міста: англ. Shire (Inda Selassie), Adwa, Gonder.

## Зноски
1. ↑  Abba Yared (4409 m) • Peakbook. peakbook.org.